# ナガレタゴガエル
ナガレタゴガエル（流田子蛙、学名：Rana sakuraii）は、アカガエル属のカエルの一種。種小名のsakuraiiは、発見者である桜井淳史にちなむ。

## 分布
日本の固有種で、中国地方から関東地方にかけての標高1000mほどまでの山間部の渓流地帯に生息している。

## 形態
雄は体長 38 - 45mm、雌は 43 - 60mm ほど。雌雄同色で背面は黄土色から赤褐色、灰褐色など。喉から胸部にかけ、黒色の斑が入る。鼓膜の周囲は濃褐色で、鼓膜は目立たない。
本種はタゴガエル（Rana tagoi）に非常に近縁であるが、生殖の時期や場所、雄の鳴き声などが異なる。また、タゴガエルと比べ、後足の水かきがよく発達している。
繁殖期にはオスの腹面は赤みを帯びる。また、雌雄ともに皮膚が伸びて、ひだ状になる。

## 生態
他の日本に生息する多くのカエル類とは違い、渓流やその付近に生息している。
繁殖期は2月から4月の間で、本州に生息するカエル類の中では最も早い。渓流の水中で繁殖が行われる。卵は水中の石の下などに産まれ、産卵数は50 - 170個程度である。
繁殖期が過ぎると成体は陸上にあがり、昆虫などを捕食しながら生活する。秋になると、渓流に戻ってきて、水中で越冬を行う。